# Traktat międzyamerykański o pokojowym załatwianiu sporów
Układ bogotański (także pakt bogotański lub Ogólnoamerykański Układ o Pokojowym Rozstrzyganiu Sporów) - międzynarodowa umowa polityczna podpisana przez państwa Ameryki Łacińskiej i Stany Zjednoczone w 1948 w Bogocie, stolicy Kolumbii. Spisany w  językach angielskim, francuskim, portugalskim i hiszpańskim. Jego zadaniem jest rozwiązywanie sporów międzynarodowych. Wszedł w życie 6 maja 1949 r. z chwilą złożenia dokumentów  ratyfikacji przez Kostarykę (była to druga ratyfikacja, zgodnie z art. 53 potrzeba przynajmniej dwóch). Został zarejestrowany przez Sekretariat ONZ 13 maja 1949 r. Jeden z trzech filarów systemu międzyamerykańskiego obok OPA (Organizacja Państw Amerykańskich) i TIAR (Traktat międzyamerykański o pomocy wzajemnej). Miał za zadanie ustrzec przed wpływami ZSRR i nasilonym, w okresie po II wojnie światowej, tendencjom lewicowym.